# Tanja Damaske
Tanja Damaske, née le 16 novembre 1971 à Berlin, est une ancienne athlète allemande spécialiste du lancer du javelot. Cinq fois championne d'Allemagne de cette discipline, elle a remporté le bronze aux championnats du monde de 1997 derrière la Norvégienne Trine Hattestad et l'Australienne Joanna Stone.
Elle a également été championne d'Europe en 1998. En août 2003, elle s'est retirée de la compétition.

## Palmarès

### Championnats du monde d'athlétisme
- Championnats du monde d'athlétisme de 1995 à Göteborg ( Suède)
  - 6e au lancer du javelot
- Championnats du monde d'athlétisme de 1997 à Athènes ( Grèce)
  -  Médaille de bronze au lancer du javelot

### Championnats d'Europe d'athlétisme
- Championnats d'Europe d'athlétisme de 1994 à Helsinki  Finlande
  - 6e au lancer du javelot
- Championnats d'Europe d'athlétisme de 1998 à Budapest  Hongrie
  -  Médaille d'or au lancer du javelot